# Leucocoryne tricornis
Leucocoryne tricornis är en amaryllisväxtart som beskrevs av Pierfelice Ravenna. Leucocoryne tricornis ingår i släktet Leucocoryne och familjen amaryllisväxter. Inga underarter finns listade i Catalogue of Life.